# William Conrad
William Conrad (Louisville, 27 de septiembre de 1920 - Los Ángeles, 11 de febrero de 1994) fue un actor estadounidense.

## Biografía
Comenzó trabajando en la radio a finales de la década de 1930 en California; posteriormente sirvió como piloto al ejército de su país durante la II Guerra Mundial. Finalizada la contienda, continuó trabajando como actor radiofónico, labor para la que se encontraba especialmente dotado gracias a su voz grave, profunda y resonante. Destaca su papel de Marshal Matt Dillon en la radionovela ambientada en el Oeste  Gunsmoke (1952–61). Otras producciones radiofónicas en las que trabajó incluyen  Escape, Suspense y The Damon Runyon Theater. Participó en el episodio "Spokes" de Gran Chaparral como 'China' Pierce (Francisco Rizzo 20/2/17).
Trabajó también en cine, aunque sólo de forma esporádica, destacando entre los títulos en los que intervino Forajidos (1946), junto a  Burt Lancaster y Ava Gardner, Cuerpo y alma (1947), Joan of Arc (1948) con Ingrid Bergman, y Cuando ruge la marabunta (1954), con Charlton Heston.
No obstante, es probablemente más recordado debido a su trabajo en televisión. Debutó en el medio en la década de 1960. Intervino en series como The Man and the Challenge o Target: The Corruptors! (1962) y fue el narrador en la famosa producción El fugitivo (1963-1967). Probablemente su personaje más popular fue el del obeso detective que daba título a la serie Cannon, emitida por la cadena CBS entre 1971 y 1976. Posteriormente protagonizó también las series Nero Wolfe (1981) y Jake y el Gordo (1987–1992), con Joe Penny.  
Falleció a causa de una insuficiencia coronaria, el 11 de febrero de 1994, a la edad de 73 años.